# Pecos (Texas)
Pecos es una ciudad ubicada en el condado de Reeves en el estado estadounidense de Texas. En el Censo de 2010 tenía una población de 8780 habitantes y una densidad poblacional de 463,94 personas por km².

## Geografía
Pecos se encuentra ubicada en las coordenadas 31°24′17″N 103°30′20″O / 31.40472, -103.50556. Según la Oficina del Censo de los Estados Unidos, Pecos tiene una superficie total de 18.93 km², de la cual 18.92 km² corresponden a tierra firme y 0 km² (0 %) es agua.

## Demografía
Según el censo de 2010, había 8780 personas residiendo en Pecos. La densidad de población era de 463,94 hab./km². De los 8780 habitantes, Pecos estaba compuesto por el 77.52 % blancos, el 1.86 % eran afroamericanos, el 0.44 % eran amerindios, el 1 % eran asiáticos, el 0.06 % eran isleños del Pacífico, el 17.2 % eran de otras razas y el 1.92 % pertenecían a dos o más razas. Del total de la población el 83.17 % eran hispanos o latinos de cualquier raza.

## Transportes
La ciudad dispone de un aeropuerto de titularidad municipal: el aeropuerto Municipal de Pecos.